# Jean-François Reubell
Pour les articles homonymes, voir Reubell.
Jean-François Reubell ou Rewbell (il signait Reubell), né le 6 octobre 1747 à Colmar, en Alsace, et mort le 24 novembre 1807 dans la même ville, est un homme politique et diplomate français, une figure républicaine modérée mais intransigeante de la Révolution et un de ses principaux acteurs.
Constituant député à la Convention, feuillant, puis montagnard, il est favorable au régicide de Louis XVI et à la guerre contre la Coalition. Il est nommé directeur exécutif de la République et président du Directoire le 1er novembre 1795. Face au flamboyant Barras, il y mène avec constance une diplomatie d'anéantissement des soutiens étrangers à la contre-révolution qui le conduit à réinventer une politique de conquête. Persécuteur du jacobinisme meurtrier en butte aux insurrections royalistes et à la banqueroute publique, il est un des chefs du gouvernement qui, le 4 septembre 1797, se maintient par le coup d'État de fructidor, en dépit du résultat des élections au suffrage censitaire favorables au retour de l'ordre monarchique. Fragilisé par la Seconde Coalition, accusé par la calomnie d'enrichissement personnel, il termine son mandat le 9 mai 1799 puis est remplacé par son ex-ministre Sieyès, lequel portera Bonaparte au pouvoir le 9 novembre suivant.
Son bilan, éclipsé par les bouleversements de l'Empire, porte à l'actif la fixation de la frontière sur le Rhin, la départementalisation des colonies, la création de la République batave et de la République helvétique, l'union douanière avec les républiques sœurs, le système continental repris mal à propos par Napoléon, mais reste entaché par le recours aux putschs et la « guillotine sèche », ainsi que par son opposition à l'émancipation des Juifs. Le sentiment croissant au sein d'une armée populaire d'être trahie par le politique, favorisant le césarisme, lui aura été fatal.

## Biographie

### Notable alsacien

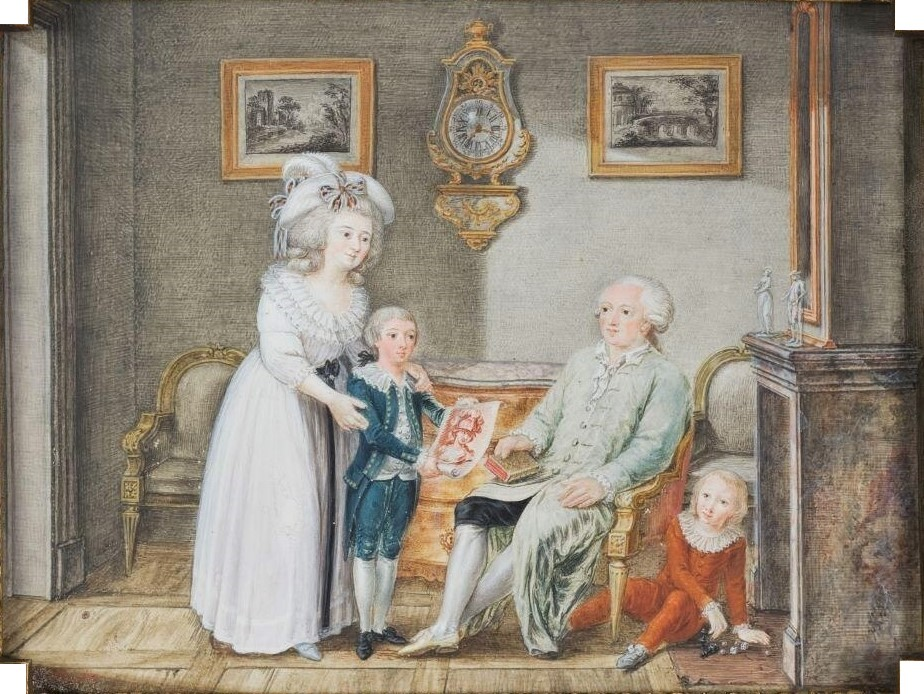
Jean-François Reubell, son épouse Marie-Anne et leurs enfants Jean-Jacques (en bleu) et Xavier (en rouge).
Dessin de François-Joseph Hohr, vers 1784, musée d'Unterlinden.

Jean-François Reubell est le fils de Jean Reubell, avocat né à Sélestat, devenu secrétaire interprète au Conseil souverain d'Alsace, dont le siège est à Colmar, puis notaire dans la même ville, qui est un bastion du catholicisme face à la luthérienne Strasbourg. Sa mère, Marie, est la fille d'un des prosécuteurs fiscaux près le Conseil souverain, Claude Simottel.
Jean-François Reubell a une sœur, Françoise Charlotte, et deux frères, François Xavier et Henri, l'aîné qui fera une brillante carrière dans l'armée. Lui-même suit les traces de son père, fait des études de droit à l'Université de Strasbourg, où il a pu croiser en 1771 le futur auteur de Werther, et devient avocat au Conseil souverain d'Alsace en 1775. Sa langue de travail est sa langue natale, le bas alémanique (de), le décret de janvier 1685 imposant le français pour la rédaction des actes n'ayant jamais été appliqué.
Il se marie à une fille et petite-fille de procureur, Anne Marie Mouhat, qu'un soir de 1797 Barras, galant, assimilera à la mère de la patrie en la comparant à Marianne. Bourgeois fortuné, il a vingt-neuf ans, en 1777, quand lui nait le premier de ses deux fils, Jean Jacques. Celui-ci mènera une carrière militaire dans les brisées de son oncle.
Dans sa pratique, il est amené à défendre des Juifs de Berne. Il perd le procès face au Grand Conseil du canton et conservera de la prévention à l'encontre du système judiciaire et politique de la Suisse. Une cause le marquera particulièrement, celle des paysans de Horbourg, près de Ribeauvillé, qu'il défend contre leurs créanciers juifs.
Un de ses clients est la succession de Louis Paul Pinon, vicomte d’Avor et président de la chambre de la Tournelle décédé en 1779 à l'âge de quatre vingt dix ans, qui fut le magistrat qui le premier inculpa Sade, son voisin scandaleux, le 4 avril 1768. Reubell acquiert de la veuve et des deux fils leur propriété de campagne à Arcueil, un château et son parc situé entre les actuelles gare et rue Marius-Sidobre sur un domaine qui a appartenu à Pierre de Ronsard. L'un des petits-fils, Anne Louis Pinon (1720-1806), marquis de Saint-Georges, est lieutenant général des armées du Roi, et l'autre, Jean Pinon, sera promu général dans l'armée du Rhin alors que Jean François Reubell siègera au Comité de sûreté générale.

### Révolutionnaire

#### Député du Tiers de Colmar (1789)

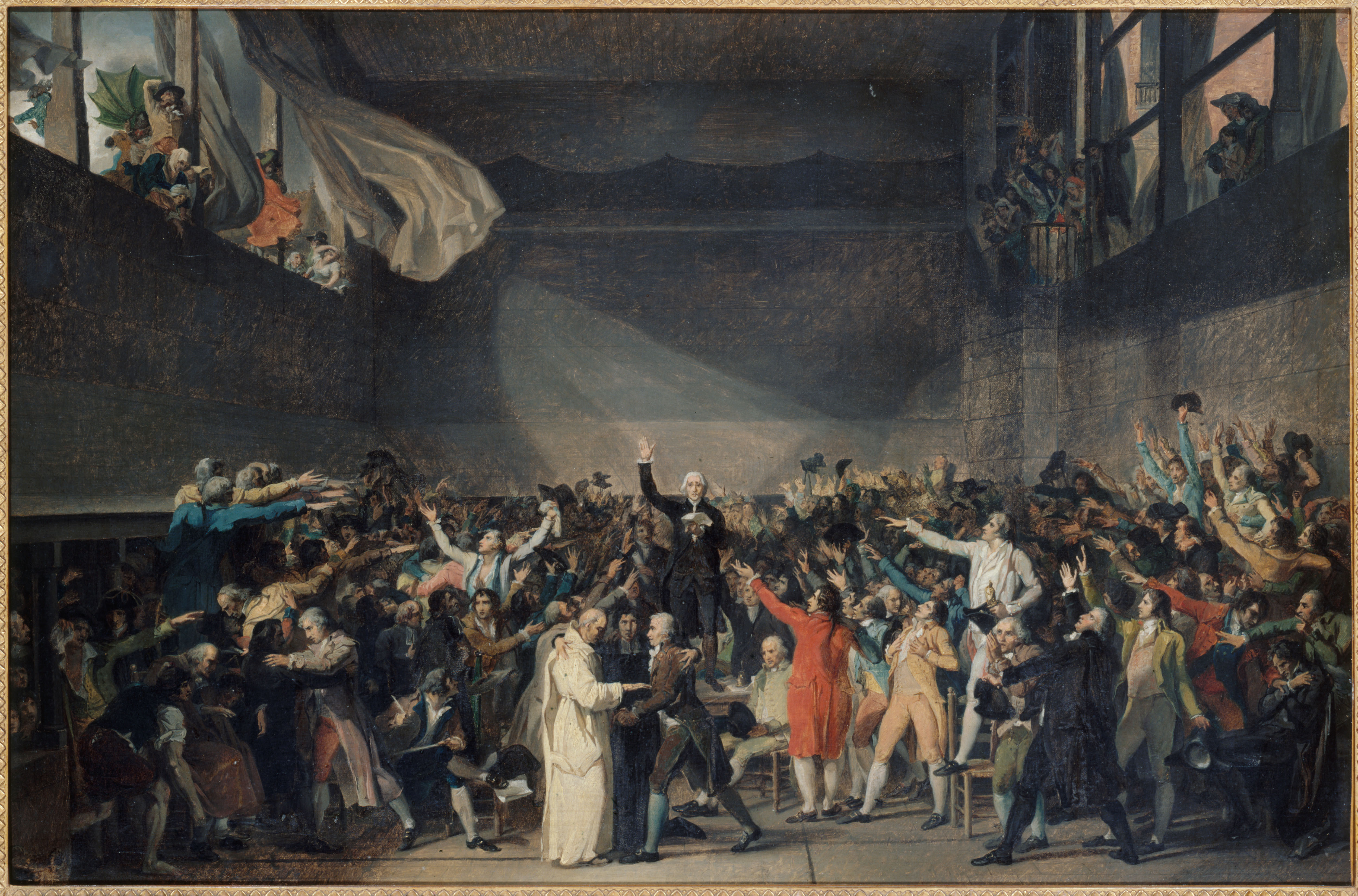
Le Serment du Jeu de Paume, peint en 1791 par David. Le député qui fraternise avec le représentant du clergé Thibaut, au centre, est Reubell. En réalité, un ralliement préalable c'est fait le 13 juin 1789 aux Menus-Plaisirs.

Président du Conseil local de l'ordre des avocats, Reubell est élu le 2 avril 1789 député du Tiers état du bailliage Colmar et Sélestat aux États généraux, qui s'ouvrent à Versailles le 5 mai. Il y rejoint les rangs du Parti des Patriotes, qui a milité pour le règlement de la faillite de l'état par les États généraux et que depuis un an Target réunit chez lui avec les aristocrates libéraux de la Société des Trente, Mirabeau, La Fayette, Aiguillon, Duport, francs maçons appartenant à différentes loges, mais aussi Condorcet, les frères Lameth, Pont de Nemours, Talleyrand, Sièyes... Son éloquence et ses attaques contre le régime en place le font distinguer d'emblée.
Il est le premier, le 8 mai 1789, six semaines avant le Serment du Jeu de paume, à appeler le Tiers état à se réunir avec les deux autres ordres et à se constituer en Nation. Il est par deux fois porté à la présidence de l'assemblée en tant qu'adjoint, le 1er juin au côté de Dailly, le 8 au côté de Bailly, ce qui lui donne l'occasion de fustiger les protestataires emmenés par le duc de Caylus. Le 17 juin, il salue la proposition de Sieyès de créer une Assemblée nationale.
Le 9 juillet, quarante-deux jours après que le roi Louis XVI ait renoncé à obtenir le renvoi des membres insurgés des États généraux, il adhère au Club breton, qui rassemble au sein de la nouvelle Assemblée constituante les plus ardents partisans d'une monarchie constitutionnelle où le parlement serait prééminent. Il intervient pour soutenir l'abolition des privilèges proposée le 4 août 1789. Il participe de près au travail intense de la rédaction de la Déclaration des droits de l'homme et du citoyen, rédaction qui se parachève le 26 août.

#### Constituant (1789-1791)
Quand le 12 octobre 1789, l'Assemblée constituante se transfère à Paris, dans la salle du Manège, il rallie le nouveau Club des Jacobins, qu'il préside du 4 février au 7 mars 1791. Dès novembre 1789, il monte à la tribune pour soutenir la proposition de suppression des Parlements et Conseils souverains puis le décret de départementalisation, qui est adopté le 26 février 1790. Toutefois, il dénonce à la tribune le nouveau maire de Strasbourg, Philippe-Frédéric de Dietrich, aristocrate franc-maçon et ami de Rouget de Lisle.
Il vote pour les réformes, notamment en juillet 1790 pour la Constitution civile du clergé, mais finit par se faire remarquer par son opposition aux dérives démagogiques, comme le vote de la démolition du château de Vincennes ou les dénonciations publiques des députés par leurs collègues.
Le 19 avril 1791, favorable à la libération de la Principauté de Bâle, il dénonce à la tribune la collusion du ministre du Comité diplomatique Montmorin avec une Autriche qui abrite les contre révolutionnaires. Le 23 avril 1791, il est porté à la présidence de l'Assemblée, qu'il doit réglementairement céder le 8 mai.

#### La conception de la nationalité et la question des Juifs

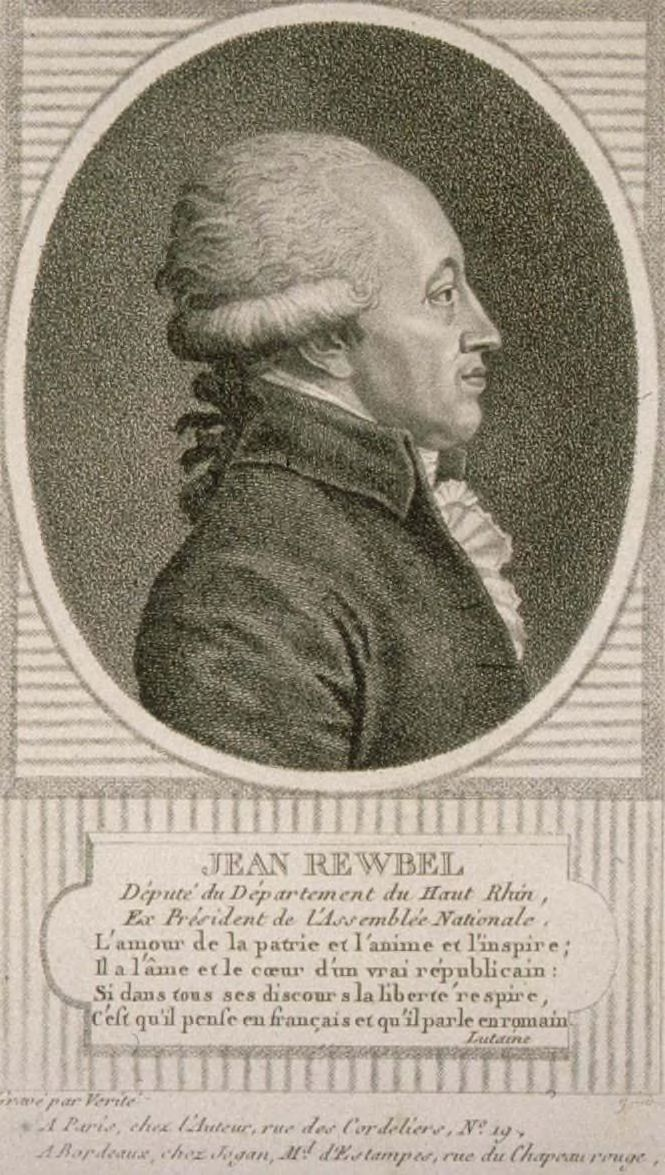
Reubell, porte parole d'une opinion publique alsacienne antisémite, que la postérité stigmatisera comme le terrible ennemi des juifs.

L'abbé Grégoire.
Paris, BnF, département des estampes, 1801.

Quand la question des droits civiques des Juifs, soulevée une première fois le 3 août 1789 par l'abbé Grégoire et mise à l'ordre du jour le 1er septembre 1789 par le même, arrive en débat, à Noël, Reubell s'oppose virulemment à la pétition apportée par Berr Isaac Berr, qui appelle à l'émancipation des quelque vingt-cinq à vingt-sept mille Juifs alsaciens et des Trois-Évêchés. Opposé vigoureusement à ses collègues alsaciens sur plusieurs autres points, dont la question de la loyauté des Protestants, il est rejoint sur ces questions par les députés de Strasbourg, Koch, Dietrich et Schwendt. Dans son argumentation, relayée par l'abbé Maury et Mgr de La Fare, se mêlent les préjugés antisémites les plus archaïques aux rationalisations de l'époque, qui ont été de dérivées de travaux scientifiques, tels ceux de Petrus Camper, et qui ont été partagées par de nombreuses personnalités éminentes, dont Voltaire, l'usure, la duperie des paysans, l'internationalisme financier, la race africaine, le refus héréditaire de se fondre dans la Nation, le séparatisme congénital, la suspicion d'être agents de l'étranger. Il préconise explicitement la prohibition du prosélytisme juif.
L'attitude de Reubell relève moins de l'expression d'une hostilité raciste, qu'il démentira sous la Terreur en intervenant auprès d'un commissaire du Comité de salut public en faveur de Juifs alsaciens, que d'un souci retors de ménager des intérêts pratiques et de ne pas déplaire à son électorat. Son premier souci est en effet d'éviter le transfert vers l'Allemagne rhénane de créances que détiennent des banquiers juifs sur la moitié des terres agricoles alsaciennes. Ces créances sont pour lui du même ordre que les biens nationaux confisqués à l'Église. Il refuse de sacrifier des considérations qui se veulent naturelles et sont à l'époque tout à fait communes aux principes généraux, rigides et abstraits que lui opposent, avec une bienveillance ambivalente qui ressort des mêmes préjugés, Mirabeau, Duport, Clermont Tonnerre et Robespierre. Il loue les principes généreux de ses collègues favorables à l'émancipation mais leur reproche de méconnaître la réalité de la situation en Alsace, en particulier la force de l'antisémitisme ambiant.
Le point de vue de Reubell et de son groupe de députés, qui invoquent le sentiment sioniste d'une identité nationale juive spécifique, préfigure de très près le discours assimilationniste théorisé par Charles Maurras au début du XXe siècle : « (...) comme nous l'espérons nos lois nouvelles en feront un peuple honnête et laborieux (...) ». Sur le fond, ce point de vue est identique à celui de leur adversaire Robespierre, à savoir que le peuple juif souffrirait d'une dégénérescence causée par les persécutions et que son salut passe par le renoncement à être juif, la fusion dans la nation nouvelle : « Les vices des juifs naissent de l'avilissement dans lequel vous les avez plongés; ils seront bons quand ils pourront trouver quelque avantage à l'être. ».

#### Les deux amendements Reubell successifs

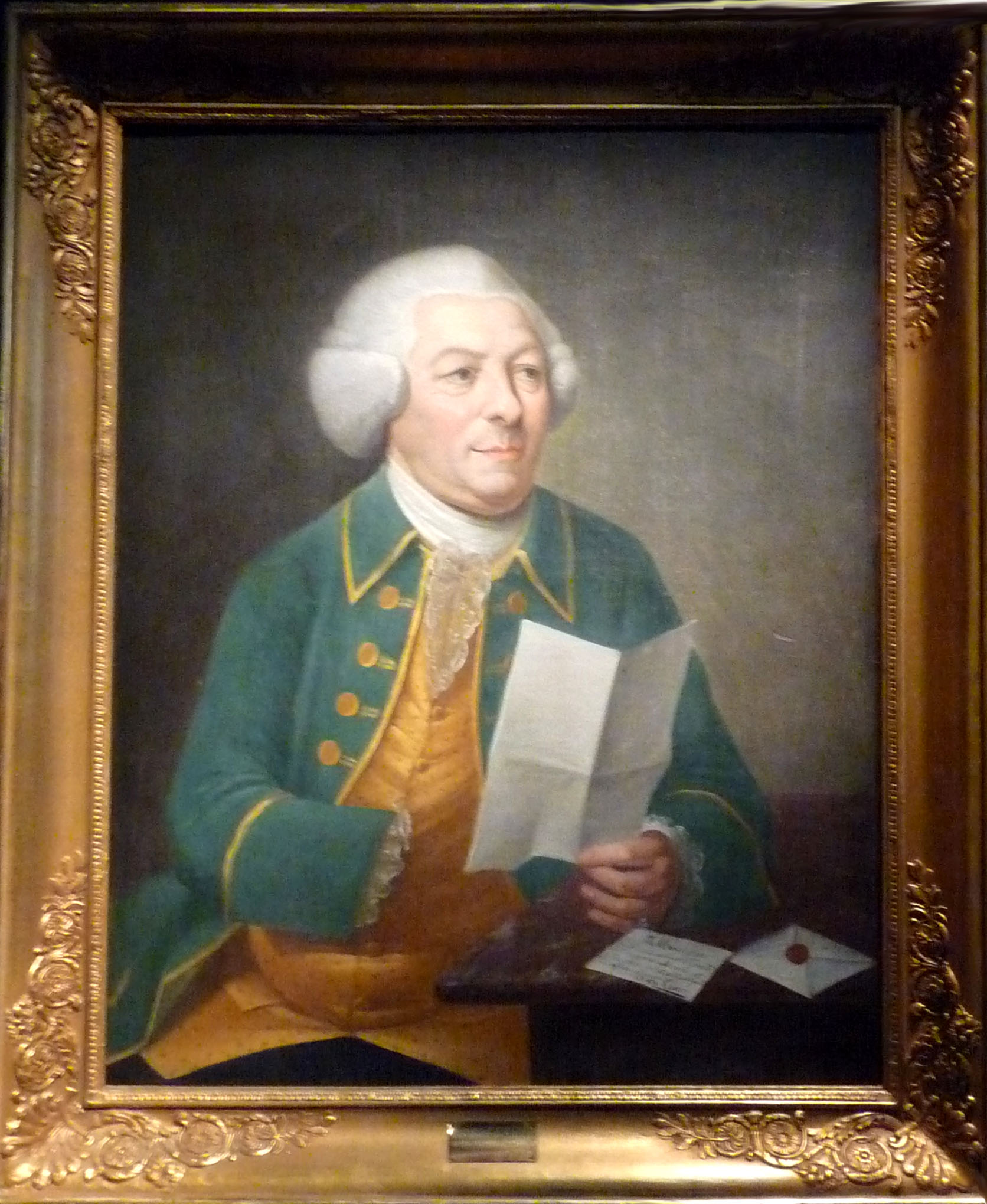
Cerf Berr, ex commissaire aux armées naturalisé, syndic de la Nation juive d'Alsace. À la tribune, le Prince de Broglie dénonce la concussion selon lui patente des députés de la Constituante favorables à l'émancipation.

À court de contre-vérités et d'interprétations fallacieuses des vœux formulés par les synagogues des Trois-Évêchés, Reubell et son groupe voient arriver le 28 janvier 1790 le vote d'un décret qui accorde la citoyenneté à l'ensemble des non catholiques. In extrémis, ils argumentent un problème de constitutionnalité qui ne peut être statué par décret. Leur intervention provoque l'ajout au décret d'un « amendement d'ajournement » pour les seuls Juifs : « Sans entendre rien préjuger relativement aux juifs, sur l'état desquels l'Assemblée nationale se réserve de se prononcer ». Les Sépharades de Bordeaux et Bayonne tel Abraham Furtado, Avignon, le troisième foyer français de judéité hormis Paris, n'étant alors pas encore annexé, perdent provisoirement la nationalité française, qui leur a été spécialement accordée la veille à une large majorité emportée par le plaidoyer de Talleyrand.
En mai 1791, par opposition au côté droit et à Barnave, Reubell prend le contrepied de son combat contre l'émancipation des Juifs. Il se montre favorable à l'acquisition des droits des hommes de couleur libres dans les colonies. Toutefois, il propose un amendement excluant les affranchis, qui est adopté.
Après la fuite de Louis XVI et l'arrestation à Varennes le 22 juin 1791, son opposition à Robespierre, qui rejette par principe sa démarche, conduit Reubell à quitter le club des Jacobins. Il s'inscrit au club des Feuillants sans modifier ses positions sur les Ashkénazes et les hommes de couleur libres. Pourtant ceux-ci se voient retirer la citoyenneté le 24 septembre 1791 et trois jours plus tard, le 27, ceux-là l'acquièrent par une sorte d'abus de pouvoir. Ce mardi, Adrien Duport propose l'annulation de l'ajournement du 28 janvier 1790. Aussitôt le président Michel Regnaud fait adopter la motion sans débat, en déclarant inconstitutionnelle toute discussion.
En marge de la séance, les députés alsaciens, obtiennent de Duport et Target, au bout de deux heures de discussion, un amendement selon lequel la cité française ne peut être accordée « qu'à ceux des individus Juifs qui prêteront le serment civique et qui renonceront par là aux faux privilèges et exceptions introduits jusqu'à présent en leur faveur. » L'« amendement Rewbell », porté par Victor de Broglie, est adopté le lendemain, 28 septembre 1791.
Reubell ne le juge cependant pas suffisant pour prévenir les risques de pogroms suscités en Alsace, selon lui, par le décret du 27. De fait, après les vicissitudes de la Terreur au cours de laquelle des extorsions seront pratiquées, la spéculation sur les biens nationaux profitera aux banquiers Juifs alsaciens au point qu'en décembre 1805 Napoléon, professant en privé un antisémitisme sans retenue, saisira le Conseil d'État et suspendra le paiement de la dette contractée par les agriculteurs alsaciens, lorrains et rhénans pendant une année avant d'instaurer un organe de régulation, le Sanhédrin.

### Conventionnel

#### Mission à Mayence (1792)
À la dissolution de l'Assemblée constituante, le 30 septembre 1791, n'étant pas éligible à l'Assemblée nationale en tant que constituant, Reubell assume la seule fonction de procureur général syndic du Haut-Rhin, à laquelle il a été élu le 16 juillet 1790. Il prend son poste le 17 octobre 1791. En Alsace, il s'enrichit en achetant à vil prix des biens nationaux quand, le 22 avril 1792, éclate une guerre de cinq années contre la Première Coalition. Le 3 septembre 1792, il est élu député de la Convention par le département, quand le divisionnaire Custine envahit la Rhénanie.

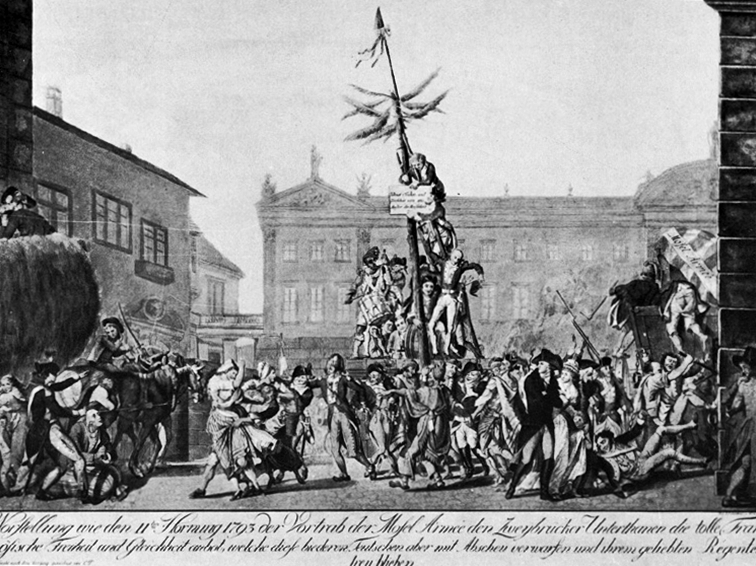
Manifestation populaire organisée à Deux-Ponts par l'Armée du Rhin le 11 février 1793.

Mayence, « libérée » en octobre, Reubell milite pour l'annexion du Bas Palatinat à la France mais en décembre Francfort est perdu. En janvier 1793, il est nommé avec Merlin et Haussmann représentant en mission auprès de l'armée du Rhin. Partis pour Deux-Ponts puis Mayence, les trois députés sont absents durant le procès du roi mais, le 6 janvier 1793, ils tiennent à se prononcer par lettre en s'étonnant que « Louis Capet » soit encore en vie.
La république de Mayence proclamée et aussitôt assiégée par les prussiens du Duc de Brunswick, le fils de Reubell, Jean Jacques, un sous-lieutenant de vingt cinq ans, est promu le 1er mai 1793 à l'état-major de l'armée du Rhin, dont le lieutenant général Beauharnais prend le commandement le 23 du même mois. Deux mois plus tard, Mayence capitule avec les honneurs, en présence du Duc de Weimar et son ministre Goethe, et le Commissaire Reubell suit l'« Armée de Mayence », dix mil cinq cents hommes commandés par le général Aubert, dans son transfert vers Nantes, où elle doit être engagée dans la guerre de Vendée.

#### Mission en Vendée (fin 1793)
Reubell préside le 2 septembre le conseil de guerre et désavoue, en vain, le général Jean Antoine Rossignol, qui est jugé incompétent par son rival Canclaux et les Mayençais mais est soutenu à Paris par Hébert et Robespierre. Après une première victoire à Montaigu le 16, la défaite de Kléber à Tiffauges et celle de Santerre à Coron le 19 puis une série de revers qui dure jusqu'au 22 et la Bataille de Treize-Septiers, sanctionnent un mauvais arbitrage.
Le frère de Jean François Reubell, le général Henri Thomas Reubell, arrêté fin septembre 1793, reste détenu cinq semaines. La première guerre de Vendée se poursuivant au nord de la Loire, le représentant du peuple est avec Bézard, Delaunay et Dornier présent à Angers au côté de l'adjudant-général Liébault le 11 novembre , à la veille de la bataille de Granville où l'armée royaliste se fait piéger par un espion républicain, quand les dissensions politiques au sein de l'état major finissent par cesser avec le renvoi du général Léchelle, la promotion de Marceau à sa place puis l'arrivée du représentant en mission Turreau.

#### Thermidorien (1794)
Durant le reste de la Terreur, il se réfugie dans sa province. Toutefois en février et mars 1794, il participe à nouveau au débat de la Convention sur la question coloniale. Il se prononce cette fois ci pour l'abolition de l'esclavage des Noirs et l'arrestation des colons Blancs hostiles au décret du 16 pluviôse an II (4 février 1794). La fonderie de canons d'Indret, élément essentiel du réarmement français, est confiée à un de ses cousins.
Après la chute de Robespierre, intervenue le 27 juillet 1794, il rallie les thermidoriens que leurs opposants Exagérés qualifient de réactionnaires, et est celui qui à la Convention propose d'interdire le Club des Jacobins, dont il qualifie les membres d'aristocrates factieux et de « Furies de guillotine ». Le 6 octobre 1794, il entre pour trois mois, selon la règle, au Comité de sûreté générale, où avec l'alsacien Bentabole il initie l'épuration des Jacobins. Toutefois, quand la Convention nationale remet en cause l'acquittement prononcé par le Tribunal révolutionnaire en faveur d'un responsable des noyades de Nantes, il plaide pour l'apaisement et obtient la clémence pour celui qui a exécuté les ordres sans les donner.
Du 6 au 21 décembre 1794, il assume la présidence de la Convention nationale. L'assassinat le 10 février 1795 d'une personnalité richissime, amie du député Jean Debry, est pour Reubell, quitte à favoriser l'impunité des acteurs de la Terreur blanche, l'occasion de dénoncer à la tribune l'anarchie qui règne dans les campagnes du Midi et le passage de certains Jacobins de la résistance armée au braquage. Le 23 février est votée une loi antiterroriste.

#### Diplomate du Comité de salut public (1795)
En mars 1795, Reubell est du nouveau contingent renouvelable par quadrimestre du Comité de salut public. Dans cette instance gouvernementale provisoire, il est un des diplomates avec lesquels le ministre génois Bartolommeo Boccardi négocie les accords de défense d'où sortira en trois ans la République ligurienne. Auparavant, le 21 novembre 1794, son cousin le général Schérer a été nommé à la tête de l'armée d'Italie, qui, après la bataille de Dego, occupe l'ouest de la république de Gênes.
Il formule un décret qui organise la vente des biens des émigrés par la voie de la loterie et annule les précédentes dispositions, décret adopté le 17 avril 1795. Cette façon de procéder, évitant la dispersion des biens, leur conserve leur valeur, et, la distribution ne profitant pas à tout le monde, renonce à une utopie d'égalité sociale.
Dès le début de l'année 1795, Reubell supervise avec Merlin la fondation de la République batave. Il accompagne Sieyès dans les négociations avec les représentants des patriotes néerlandais Pieter Paulus, Jacob Blauw, Caspar Meijer et Willem Anne Lestevenon. Les négociations aboutissent en mai au traité de La Haye, dont il est le principal rédacteur.
Reubell s'oppose à la signature de la paix avec l'Espagne tant que celle-ci ne restitue pas la Louisiane. La paix est tout de même conclue le 22 juillet 1795 par le second traité de Bâle et la Louisiane ne sera restituée que le 1er octobre 1800 par le troisième traité de San Ildefonso, en échange du soutien à la candidature de Thomas Jefferson au poste de président des États-Unis.

### Directeur exécutif de la République

#### Président du Directoire (1795-1797)

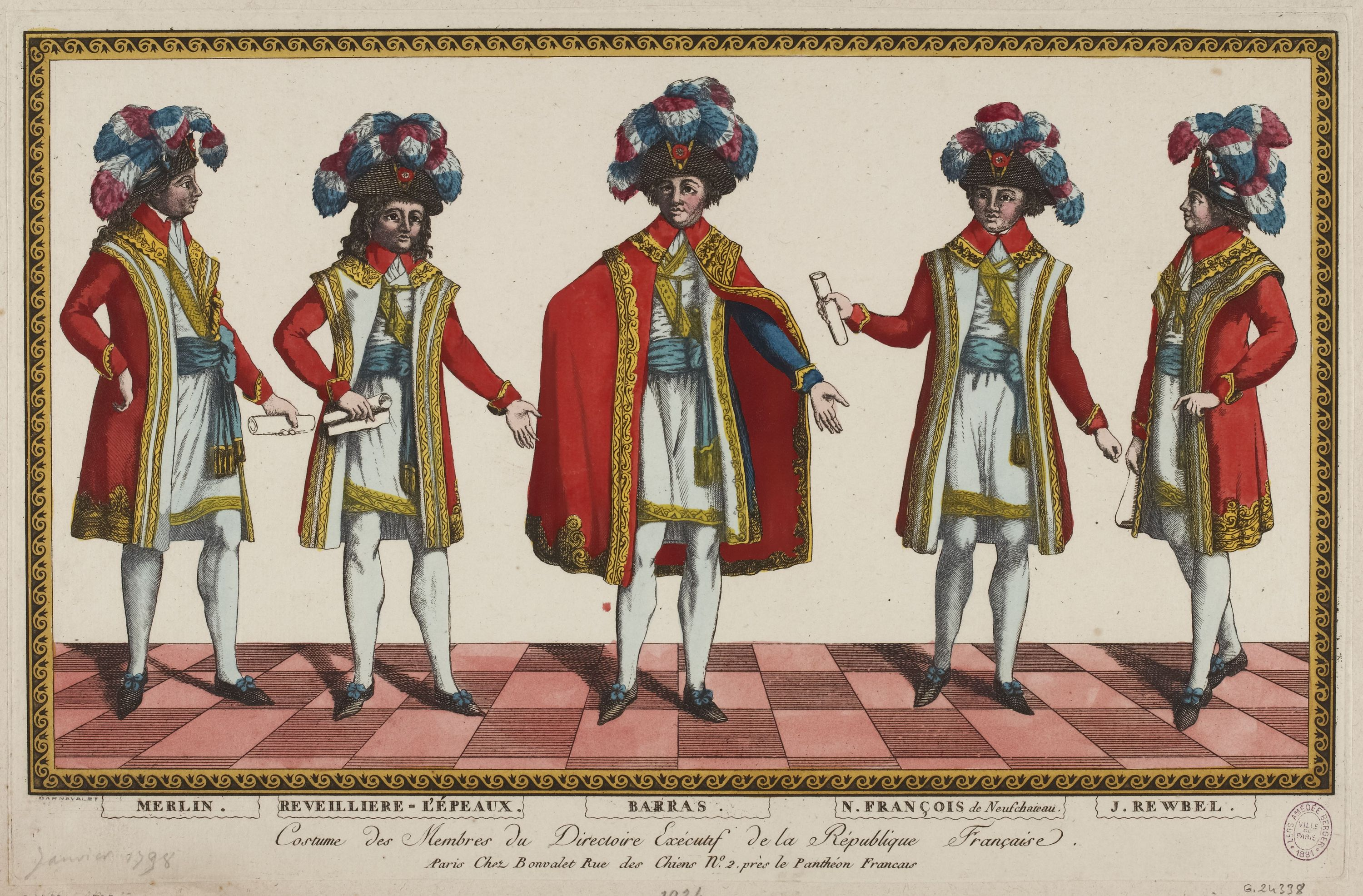
Reubell, à droite, et ses collègues du Directoire dans leurs tenues de grand apparat dessinées par David.

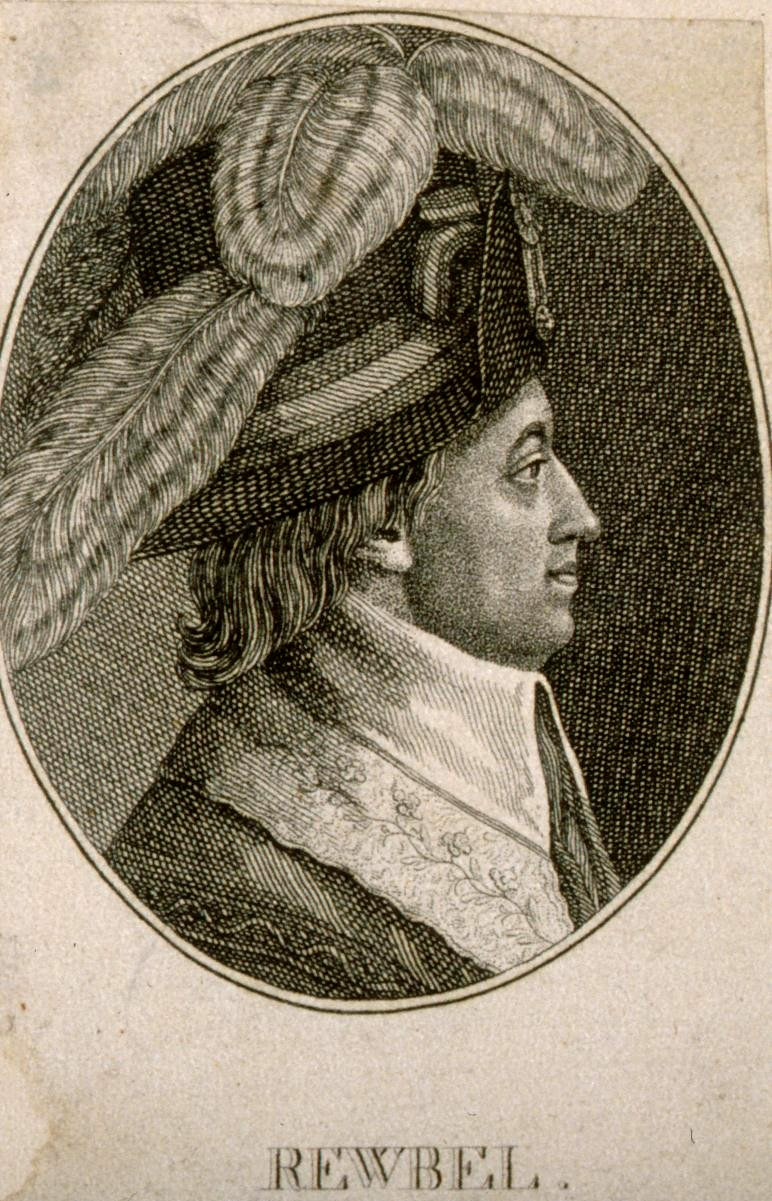
Jean-François Reubell portant son costume d'apparat de directeur.

Député au corps législatif le 13 octobre 1795, il en est nommé Secrétaire et est élu directeur dès sa première réunion, le 1er novembre. Il sera président du Directoire près de deux années durant, jusqu'à ce que le 4 septembre 1797 Larévellière, coopté pour jouer les potiches, le remplace à cette fonction. Le président est celui des directeurs qui les représente face aux chefs d'état étrangers et signe en leurs noms les documents qui engagent la parole de la France. Chaque directeur s'attribue une partie du territoire national sur laquelle il nomme aux postes, Reubell se réservant le nord-est de la France.
Au sein du Directoire, il est chargé des finances, de la justice et de la politique étrangère, domaine dans lequel il s'appuie sur le chef du Bureau diplomatique Bonnier. Doué d'une grande puissance de travail, il annote personnellement tous les comptes décadaires des ministres des Relations extérieures successifs, comptes rendus qui ont été institués par la loi du 14 frimaire an II et qui lui résument précisément tous les échanges écrits du ministre avec les agents diplomatiques français et étrangers et avec les autres ministres. Cependant, néphropathe, il est parfois contraint de suspendre son activité, et sa femme lui demande en 1796 de démissionner. Ses collègues profitent pour agir à son insu du fait qu'il se retire presque tous les soirs chez lui, à Arcueil.

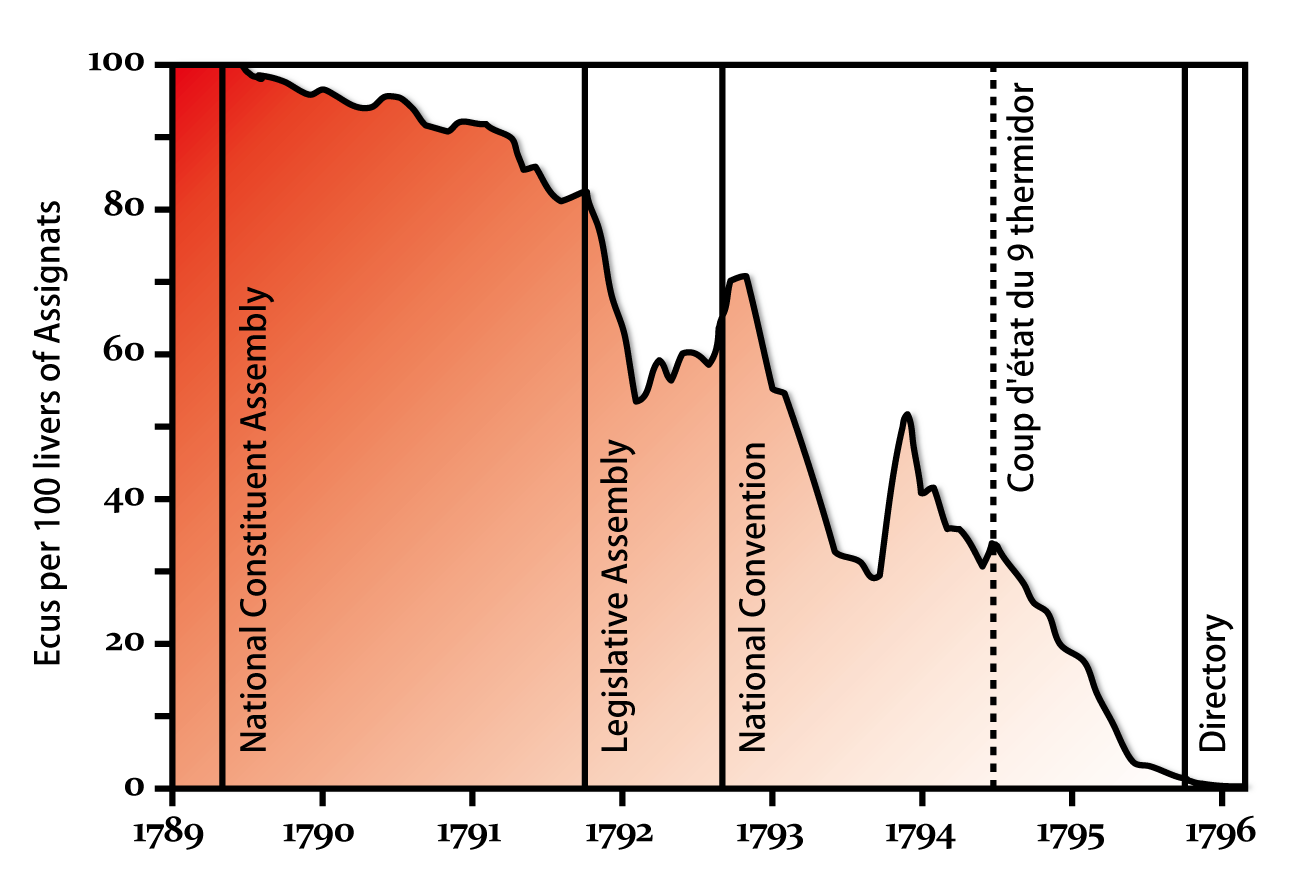
Dévaluation de l'assignat de cent livres.

Le 26 décembre 1795, c'est lui qui présente à la tribune le programme de gouvernement du Directoire. Il y fixe comme priorité la lutte contre l'agiotage et la thésaurisation. Immédiatement confronté à l'inflation des assignats, qui ont commencé d'être émis en janvier, il met en place avec le ministre des finances Ramel la politique monétaire des bons d'emprunt forcé dès le 10 décembre, puis des mandats territoriaux gagés sur les biens nationaux hypothéqués pour finir en septembre 1797 par la banqueroute du tiers consolidé. Il fait fixer en avril 1796 le cours or et argent du nouveau franc et rétablir en août la circulation des anciennes monnaies, dont le métal fait défaut à la Monnaie.
Sur le plan intérieur et judiciaire, Reubell organise avec ses collègues et le Ministre de la Justice Merlin la répression contre le jacobinisme, répression qui culmine à la suite de la conjuration de Babeuf et, le 10 septembre 1796, de l'attaque de Grenelle. Il veille personnellement à la déportation en Guyane du précepteur Brotier, lui évitant d'être fusillé. Avec le Ministre de la Justice Lambrechts, il affronte les « Clichiens » et le virage royaliste d'une opinion publique lassée et favorable aux prêtres persécutés. Il fait adopter des dispositions légales qui systématisent la déportation en Guyane, expédient qualifié de « guillotine sèche », et qui visent des conspirateurs tels La Villeheurnois. Le 22 mars 1797, il donne l'ordre de dresser la liste des Français ayant séjourné dans les villes du Cercle de Souabe occupées par l'armée française onze mois plus tôt.

#### Le plan rhénan
En mars 1796, il négocie avec le ministre Lapparent le soutien de la France à la nouvelle République batave. Promoteur de la politique des Frontières naturelles et des républiques sœurs, et donc du parti de la guerre de conquête, favorable à une contre-offensive après l'échec de Mayence, opposé à une paix immédiate avec la Coalition, il estime prioritaire l'annexion de la Rhénanie, qu'il compte obtenir par un échange avec les territoires conquis par Bonaparte au cours de la campagne d'Italie. En parallèle du déroulement de la situation militaire, il mène l'action diplomatique malgré l'obstruction de Barras. La paix est signée en juillet 1796 avec le royaume de Naples et en février 1797, aux lendemains de la bataille de Rivoli, le traité de Tolentino, qui annexe Avignon et le Comtat Venaissin à la France et impose au Pape son exigence de cesser toute propagande soutenant les contre-révolutionnaires.

Frontières et organisation territoriale de la République au 25 août 1798 hormis la Principauté de Montbéliard. Elles ne seront reconnues qu'en 1801 par l'Autriche signant le traité de Lunéville.

Cependant son plan rhénan est bouleversé en avril 1797 par l'« l'infâme traité de Leoben » que Barras reprochera à Carnot, chargé des affaires militaires, d'avoir imposé par le fait accompli et qui installe durablement la France en Italie. Durant les négociations, Reubell, désavouant les termes dictés par le directeur Carnot au ministre des Affaires étrangères Talleyrand, use de son autorité de président et les modifie à l'insu de son collègue, sans pouvoir faire plus. Carnot cherchant la paix, Reubell l'anéantissement de l'Autriche, Bonaparte finit par signer le traité sans autorisation formelle. Le front du nord-est doit être dégarni pour faire face aux Autrichiens à Mantoue.
À peine contrarié par la popularité grandissante du jeune général, Reubell conduit toutefois les opérations diplomatiques et administratives avec Talleyrand, malgré le grand mépris qu'il montre pour les manières de celui-ci et qu'il qualifie de « nullité empesée, friponnerie incarnée d'un laquais d'Ancien régime » dépourvu de cœur. Ils réalisent son projet et annexent officiellement à la France les départements réunis de la Belgique ainsi que ceux de la République cisrhénane, soit la rive gauche du Rhin. Reubell y fait nommer un administrateur civil, François Rudler, un juriste alsacien.
Simultanément, en octobre 1797, il nomme un parent ambassadeur en Suisse et prend les initiatives qui aboutissent à renverser le gouvernement d'un pays voisin qui soutient les contre-révolutionnaires. L'invasion de la Suisse débute en janvier 1798 par la révolution vaudoise et aboutit en avril à la création de la République helvétique.

#### Triumvir (début 1797)
Le directeur Reubell répond à la perte d'une majorité républicaine aux élections du 11 avril 1797 en formant avec Barras et finalement Lareveillère, homme effacé et obnubilé par la théophilanthropie, ce que la presse royaliste dénigre du nom de « Triumvirat » et qui assure une majorité au sein du seul Directoire. Dans ce nouveau partage du gouvernement, Reubell laisse l'apparence du pouvoir à Barras et se réserve les finances. Les Conseils, désormais hostiles au gouvernement, préparent l'amnistie des Émigrés, des Insermentés et des Chouans.
Le 16 juillet 1797, sur recommandation du député des Vosges Poullain Grandprey, Reubell fait nommer ministre de l'Intérieur le physiocrate François de Neufchâteau, qui deviendra un temps directeur. Disciple de Reubell qui amplifie les options de celui ci, Neufchâteau se révèlera un très grand commissaire de l'état, œuvrant, dans la voie de Condorcet et Lavoisier, à la généralisation des statistiques publiques et à la fondation des Archives départementales, du Dépôt général des cartes, du Concours général, du musée du Louvre, de ce qui préfigure les expositions universelles.

#### Fructidor (fin 1797)
Le ministre de la guerre Petiet ayant été révoqué le 14 juillet ; le 23, Reubell appelle à sa place son parent, le général Schérer. Dans la nuit du 1er septembre, un bataillon de la garde nationale attend l'ordre de Dumas pour se saisir dans le palais du Luxembourg de Barras et Reubell, mais le général n'ose pas.
Dans la nuit du 4 septembre 1797, Barras fait garder à vue à son domicile Reubell, qui est parfaitement averti d'un putsch mais le juge trop risqué, et, au prétexte d'un projet d'attentat attribué à Cadoudal, reprend le pouvoir par le coup d'État du 18 fructidor an V avec le concours du général Bonaparte. Paris est cerné par l'armée. Les Tuileries sont occupées. Les conseils sont investis. Le général Augereau, ce « fier brigand », conduit les rafles à travers la ville.
Onze députés dont leur président Pichegru, quarante deux sénateurs, le directeur Barthélemy, trente deux puis cinquante quatre directeurs de journaux et leurs imprimeurs, dont Isidore Langlois, Richer-Sérizy, Bertin d’Antilly, La Harpe, Vauxcelles, sont internés à la prison du Temple puis proscrits, voire déportés en Guyane. Un grand nombre de « fructidorisés », tels le directeur Carnot, l'ex président Portalis, le député Pastoret, les journalistes Fontanes, Beaulieu et Suard, parviennent à s'échapper. Reubell évite les tracas à son compatriote alsacien, le député modéré du Bas-Rhin Wilhelm, lui aussi accusé de royalisme.
Une loi votée le 5 septembre établit pour une année la censure de la presse, prévue par l'article 355 de la Constitution en cas de complot contre la sûreté de l'état. Les élections sont cassées dans quarante neuf départements et les triumvirs retrouvent une majorité, factice mais soutenue par une opinion publique non représentée par le suffrage censitaire. Reubell, en ce sens premier chef d'état moderne, s'appuie en effet sur des relais d'opinion d'une vingtaine de journaux républicains, tel L'Historien que dirige Étienne Mejan et qui abrite son protégé, l'élève de feu Lavoisier, Pont de Nemours. Les journaux royalistes sont dix fois plus nombreux.
Avec Merlin, il est au sein du gouvernement du parti, soutenu par le président du Cinq Cents Siéyès et les députés Boulay, Chénier et Chazal, d'un ostracisme radical à l'encontre des émigrés revenus en France, ou supposés tels. Le 29 novembre 1797, un arrêté prononce la déchéance de nationalité de tous les anciens nobles. Ceux qui veulent la conserver, assimilés à des étrangers, doivent déposer une demande de naturalisation.

#### La bataille de l'opinion publique (1798)
Pour reconquérir les faveurs du peuple, les directeurs tentent un « coup », imaginé par Talleyrand et soumis par le général Bonaparte. Le projet d'invasion de l'Angleterre enlisé, il s'agit d'installer deux établissements coloniaux situés de part et d'autre de l'isthme de Suez dans une Égypte ottomane qu'un Mamelouk gouverne au nom du sultan Sélim III, le bey Mourad. L'opération est conçue dans le prolongement de la Guerre russoturque, qui a épuisé la Sublime Porte sur les confins militaires de l'empire des Hasbourg. Elle est encouragée par l'exemple de la Nouvelle Russie de Catherine II, qui, six ans plus tôt, s'est emparé, à l'autre extrémité de l'Empire ottoman, de la province clef du Yédisan. Le but de Reubell est à la fois de frapper l'opinion publique et de tendre, parallèlement à une seconde expédition en Irlande, à affaiblir tant le soutien britannique à la chouannerie que la présence militaire de régiments révolutionnaires sur le territoire national.
Les élections d'avril 1798 sont favorables au parti directorial mais députent un nombre impressionnant d'opposants de gauche. Reubell, qui souhaite récupérer au nom de la République batave les colonies de Trinquemale et du Cap, laquelle ne sera rétrocédée qu'en 1802 par le traité d'Amiens, œuvre à la rupture de la paix de Campo Formio et la reprise des hostilités. Il est sur le point d'être remplacé par le ministre de la justice Lambrechts, qui a l'avantage d'une réputation d'intégrité. Dans ces circonstances, les craintes d'une contre offensive autrichienne font envisager Reubell d'annuler la campagne d'Égypte. Bonaparte, au cours d'une conversation orageuse dont il se fera le spécialiste, obtient le maintien d'une opération, qui perd là son soutien politique et diplomatique et devient une simple expédition scientifique d'une part, une aventure personnelle d'autre part. Le 4 mai est forgée une commission parlementaire qui examinent la régularité de l'organisation du scrutin, la loi électorale étant elle-même manipulée par les arrêtés des directeurs. Le 11, nouveau coup d'État, ceux-ci font adopter la loi du 22 floréal an VI, qui invalide cent six députés Exclusifs.
Le 12 août 1798, Reubell, qui souffre de calculs rénaux, prend un congé exceptionnel à Plombières, le temps d'une cure. Il y sympathise avec Joséphine Bonaparte, qui éprouve de la considération pour l'homme d'État. Après un séjour dans sa résidence de Sigolsheim, il est de retour à Paris à la mi-septembre. Il fait aussitôt interdire le journal Bien Informé qui, au sujet de cette maladie, a publié un sarcasme de Sieyès évoquant l'alcoolisme : « Il doit toujours prendre quelque chose ! ».

#### La montée du bonapartisme (1799)
Au début de l'année 1799, l'opposition réagit au Conseil des Cinq-Cents en rendant Reubell responsable des défaites de la République qui ont émaillé en particulier l'invasion de la Batavie par la Seconde Coalition et il doit se défendre contre de nombreuses accusations. Avec Schérer, ministre de la guerre, il est visé par les dénonciations des « traîtres » et des « dilapidateurs » prononcées à la tribune par la gauche. Le 22 janvier, une commission d'enquête parlementaire démet Schérer pour un supposé détournement de marché public qui fragiliserait la présence militaire française en République cisalpine.
À la suite des élections d'avril 1799, le parti des directoriaux devient minoritaire et le Conseil des Cinq-Cents est dominé par le député de Corse Lucien Bonaparte, qui en prendra la présidence fin octobre. Le 9 mai, le tirage au sort annuel démet Reubell à son tour mais celui-ci continue de siéger au Conseil des Cinq-Cents en tant que député réélu le 12 avril précédent.

### Le remplacement du directeur par le dictateur
Ses ennemis accourent à la curée d'un homme isolé sur le plan personnel dont l'ironie, la férocité des jugements portés sur ses prochains et l'austérité voire l'avarice sont légendaires. Son impopularité est amplifiée par l'usage de la « cagnotte du Directoire », retenue annuelle sur les émoluments de chaque directeur qui est versée au partant et s'élève dans le cas de Reubell à cent mil francs. En organisant le déménagement d'un des cinq luxueux appartements de fonction du Petit Luxembourg, sa belle sœur fait enlever les meubles mis à sa disposition par la République, ce qui lui vaut une presse désastreuse, quand bien même les meubles ont été restitués, et une image de « pourri du Directoire » qui sera reprise sans critique par l'historiographie partisane des XIXe siècle et XXe siècle. Sieyès, à la suite du coup d'état du 18 juin 1799, prend sa place au Directoire.
Le 19 juin l'ex président des Cinq-Cents Moreau appelle à la suppression du Directoire. Le 25, il accuse en séance le représentant Jean Jacques Rapinat d'avoir couvert le détournement par le commissaire aux armées Rouhière d'une partie des seize millions de livres prélevés en Suisse. Rapinat est le beau frère de Reubell, lequel en prend la défense. Les directeurs doivent s'expliquer sur la violation du droit des nations qu'ont été les invasions de la Suisse et de l'Égypte sans déclaration de guerre. Les accuser d'avoir envoyé Bonaparte dans l'aventure égyptienne est une façon pour les Bonapartistes de laver le jeune général du crime d'avoir abandonné ses troupes en Égypte. Le 12 juillet 1799, les Conseils votent une loi dite « des otages » qui déclare Reubell suspect ainsi que tous les ex directeurs. Le coup d'État du 18 brumaire an VIII (9 novembre 1799), dans lequel son fils, l'adjudant général Jean-Jacques Reubell aux ordres du général Sérurier, s'est trouvé impliqué de par ses fonctions, met fin à ses difficultés.

### Retraite et postérité
Reubell se retire alors de la vie politique dans sa campagne d'Arcueil, trois kilomètres au sud de Paris. En 1801, il refuse le poste de conseiller d'état ou de préfet que lui offre le Premier Consul, lequel, sans l'aimer, reconnaitra en lui « le seul membre du Directoire qui fût à sa place ».
En 1803, son fils Jean Jacques, auquel Letizia Bonaparte envisageait de marier Hortense de Beauharnais, épouse une héritière de Baltimore en même temps que Jérôme Bonaparte, les jeunes gens étant devenus proches durant leur expédition marine aux Antilles. Ruiné par le train de vie de sa belle fille et les frais de ce fils, Jean François Reubell vend en 1806 son domaine d'Arcueil au chancelier du Sénat Pierre-Simon de Laplace. Miné par la maladie, il meurt prématurément, d'une apoplexie à Colmar le 24 novembre 1807, année où l'Empire français triomphe de la Prusse et son allié russe.
Un mois plus tard, le même fils, qui s'était illustré à la bataille d'Ostrolenka, est promu général. En 1811, Napoléon accorde à la veuve une pension de six mil francs.
Son arrière-petit-fils, Jean-Jacques Reubell (1851 – 1933), sera un collectionneur, donateur au début du XXe siècle du Metropolitan Museum et du Musée des Arts décoratifs.

### Notices
- « Jean-François Reubell », dans Adolphe Robert et Gaston Cougny, Dictionnaire des parlementaires français, Edgar Bourloton, 1889-1891 [détail de l’édition]
- Jean-Claude Richez, « Reubell », in Encyclopédie de l'Alsace, vol. X, p. 6365-6366, Publitotal, Strasbourg, 1985.
- Jean-René Suratteau, « Rewbell (Jean-François) », in dir. Albert Soboul, Dictionnaire historique de la Révolution française, PUF, Paris, 1989.
- Dir. Edna Le May, Dictionnaire des Constitutants, t. II, Paris, 1991, 2 vol.
- Jean-Marie Schmitt, « Jean François Reubell (alias Rewbell) », in Nouveau Dictionnaire de biographie alsacienne, vol. XXXI, p. 3168.
- Rewbell dans Joseph Despaze, Les cinq hommes, Desenne, Paris, 1796, p. 62-88.

### Documents
- Lettre d’un alsacien sur les juifs d’Alsace, Savy le jeune, Paris, 1790, 24 p.

Lettre adressée à Jean François Reubell siégeant à la Assemblée nationale.
- J. F. Reubell, Rapport, 1793

in Impressions de la Convention, fond "Bibliothèque administrative des Archives départementales", cote AD XVIII C 306, Archives nationales, Pierrefitte.
- Dossiers et correspondance politique et privée du ministre Reubell. 1795-1806., fond "Jean-François Reubell", cote 210 AP 1 à 3, Archives nationales, Pierrefitte.
- J. F. Reubell, « Lettre du député Reubell à Camille », in M. Maton, Correspondance inédite de Camille Desmoulins, député à la Convention nationale., p. 51-53, Ébrard, Paris, 1836.

« Le culte sans doute ne peut être un motif d'être exclu; mais s'il est lié à des principes civils et politiques, incompatibles avec les principes de la société à laquelle vous voulez être admis, cela commence à devenir problématique (...) ce n'est pas moi qui exclus les juifs; ils s'excluent eux-mêmes. »
- J. F. Reubell, « Conversation avec le Premier Consul le 3 ventôse an X. », in dir. P. Cottin, La Nouvelle Revue Rétrospective, IX, p. 361-413, Paris, 1904.
- Bernard Nabonne, « Le mémoire justificatif de Reubell », in Revue d'histoire diplomatique, p. 75-103, Pedone, Paris, juin 1949  (EAN 2000070939512).

### Sources
1. ↑  « https://www.siv.archives-nationales.culture.gouv.fr/siv/POG/FRAN_POG_05/p-1418gytli-1cd5d2jd4o099 »
2. ↑  J. R. Surrateau, « Jean-François Reubell, l'Alsacien qui aurait pu sauver la République », in Les Saisons d'Alsace, no 104, p. 133-142, La Nuée bleue, Strasbourg, 1989.
3. ↑  G. D. Homan, « The Alleged Corruptness of Jean-Franyois Reubell », in The Historian (en), XXV, p. 63-64, Blackwell, Hoboken, 1962  (ISSN 0018-2370).
4. ↑  M. Dunan, Histoire intérieure du Directoire, p. 134, Centre de documentation universitaire, Paris, 1953.
5. ↑  « Lettres de Louis de BEER Gouverneur de Bénévent à sa famille. », in L. Herbelin, Revue d'Alsace, série 9, t. LXV, p. 203, Belfort, 1914.
6. 1 2  C.S., « La maison Rewbell-Laplace », in arcueilhistoire.fr, Arcueil, avril 2008.
7. ↑  H. Welschinger, « Le premier maire constitutionnel de Strasbourg – Frédéric de Dietrich 1748-1793. », in Revue des Deux Mondes, t. XLVII, p. 276, Paris, 1918.
8. ↑  L'Ami des patriotes ou le défenseur de la révolution, vol. I, no 1 à 16, p. 473, Demonville, Paris, 1791.
9. ↑  L'Ami des patriotes ou le défenseur de la révolution, vol. I, no 1 à 16, p. 408, Demonville, Paris, 1791.
10. ↑  G. Gautherot, La Révolution française dans l'ancien évêché de Bâle, t. I, p. 95, Honoré Champion, Paris, 190S.
11. 1 2 3  J. C. Richez, « Un adversaire de l'émancipation des Juifs : Jean François Reubell. », in Actes du XIe colloque de la SHIAL, Société d'Histoire des Israélites d'Alsace et de Lorraine, Mulhouse, février 1989.
12. ↑  Adrien Duquesnoy, Journal d'Adrien Duquesnoy, t. II, p. 330, Picard & fils, Paris, 1894.
13. ↑  D. Feuerwerker, L'Emancipation des Juifs en France de l'Ancien Régime à la fin du Second Empire, p. 292, Albin Michel, Paris, 1976  (ISBN 2-226-00316-9).
14. ↑  Archives parlementaires, vol. VIII, p. 542.
15. ↑  Archives parlementaires, vol. X, p. 694.
16. ↑  Z. Szajkowski, Jews and the French Revolutions of 1789, 1830 and 1848., p. 343, Ktav Inc. (en), Brooklyn, 1970.
17. 1 2 3 4 5 6 7  Th. Reinach, Histoire des Israélites depuis l'époque de leur dispersion jusqu'à nos jours, p. 318-324, Hachette, Paris, 1884.
18. 1 2  D. Gerson, « Französische Revolution », in dir. W. Benz, Handbuch des Antisemitismus, vol. IV "Ereignisse, Dekrete, Kontroversen.", p. 135, De Gruyter Saur, Berlin 2011  (ISBN 978-3-11-025514-0).
19. ↑  F. Schaedelin, « Reubell », in La Vie en Alsace, p. 233, DNA, Strasbourg, 1928.
20. ↑  Z. Szajkowski, « The discussion and the struggle over Jewish emancipation in Alsace in the early years of the French Revolution », in Historia Judaica, p. 128, New York, octobre 1955.
21. ↑  H. G. Riquetti de Mirabeau, Sur Mendelssohn et la réforme politique des Juifs et en particulier sur la révolution tentée en leur faveur en 1753 dans la Grande-Bretagne, [s.e.], Londres, 1787.
22. ↑  M. Maton, Correspondance inédite de Camille Desmoulins, député à la Convention nationale., p. 52, Ébrard, Paris, 1836.
23. ↑  Archives parlementaires, vol. X, p. 695.
24. ↑  J. F. Reubell & F. E. Schwendt, cité in R. Reuss, L'Alsace pendant la Révolution française, t. II, p. 243-244, G. Fischbacher, Paris, 1880.
25. ↑  J. F. Reubell, « Lettre du député à l'Assemblée nationale REUBELL, à la Commission intermédiaire du district de Colmar », Versailles, 5 août 1789,
in ADHR, cote C 1603, Mulhouse, cité in Revue d'Alsace, vol. XIII, p. 531, Camille Decker impr., Colmar, 1862.
26. ↑  Archives parlementaires, vol. X, p. 782.
27. ↑  Archives parlementaires, vol. X, p. 441.
28. ↑  Th. Reinach, Histoire des Israélites depuis l'époque de leur dispersion jusqu'à nos jours, p. 327-332, Hachette, Paris, 1884.
29. ↑  Autographe "Demande d’emploi manuscrite (à en-tête de l’armée de l’Ouest) du Capitaine Jean Delmar, adressée aux citoyens représentants le pouvoir exécutif et au Général en chef" vendu aux enchères le 6 décembre 2010.
30. ↑  S. Bianchi, Des révoltes aux révolutions : Europe, Russie, Amérique (1770-1802). Essai d'interprétation., p. 398, PUR, Rennes, 2004.
31. ↑  Archives parlementaires, t. CI, p. 74, 20 brumaire an IV.
32. ↑  « MACÉ P. », A. de Beauchamp, P. F. F. J. Giraud, J. F. Michaud, H. L. de Coiffier de Moretin, Biographie moderne, t. III, p. 234, Paul Jacques Besson, Leipzig, 1807.
33. ↑  P. Charpenne, Préf. Laval & Clément Saint Just, Les grands épisodes de la Révolution dans Avignon et le Comtat, t. III, H. Guigou impr., Avignon, 1901., 439 p.
34. ↑  G. Colucci, La Repubblica di Genova e la Rivoluzione francese., Mantellate impr., Rome, 1902.
35. ↑  J. R. Suratteau, « Carnot directeur », in J. P. Charnay, Lazare Carnot ou Le Savant citoyen: actes du colloque tenu en Sorbonne les 25, 26, 27, 28 et 29 janvier 1988., p. 88, PUPS, Paris, 1990.
36. 1 2  G. Gille, « Introduction », in Dossiers et correspondance politique et privée du ministre Reubell. 1795-1806., fond "Jean-François Reubell", cote 210 AP 1 à 3, Archives nationales, Paris, mai 1956, 7 p.
37. ↑  J. R. Suratteau, « Carnot directeur », in J. P. Charnay, Lazare Carnot ou Le Savant citoyen: actes du colloque tenu en Sorbonne les 25, 26, 27, 28 et 29 janvier 1988., p. 86, PUPS, Paris, 1990.
38. ↑  A. Vandal, L'avènement de Bonaparte, vol. I, p. 10 Plon, Paris, 1903.
39. ↑  Mathiez, in Bulletin, Société d'histoire moderne, Paris, avril 1903.
40. ↑  J. R. Suratteau, « Carnot directeur », in J. P. Charnay, Lazare Carnot ou Le Savant citoyen: actes du colloque tenu en Sorbonne les 25, 26, 27, 28 et 29 janvier 1988., p. 87, PUPS, Paris, 1990.
41. ↑  J. F. Reubell, Proclamation du Directoire exécutif au Peuple Français. Du 5 nivôse an 4 de la République Française., Librairie Historique Clavreuil, Paris, 2010, 3 p.
42. ↑  J. du Teil, Rome, Naples et le Directoire. Armistices et traités. 1796-1797., p. 250, Plon, Paris, 1902.
43. ↑  P.-F. Tissot, Mémoires historiques et militaires sur Carnot, rédigés d'après ses manuscrits, sa correspondance inédite et ses efrits., p. 90, Baudouin frères, Paris, 1824.
44. ↑  P.-F. Tissot, Mémoires historiques et militaires sur Carnot, rédigés d'après ses manuscrits, sa correspondance inédite et ses efrits., p. 91, Baudouin frères, Paris, 1824.
45. 1 2  « REUBELL (Jean-François) », in F. X. Testu, Le Bouquin des méchancetés: Et autres traits d'esprit., Collect° Bouquin, Robert Laffont, Paris, novembre 2014.
46. ↑  J. Smets, « Les pays rhénans 1789-1802, d'une occupation militaire à une administration de l'occupation. », in 1789-1799. Nouveaux chantiers d'histoire révolutionnaire. Les institutions et les hommes, CTHS, Paris, 1995.
47. ↑  H. Taine, Les Origines de la France contemporaine, t. IV, p. 359, Collect° Bouquins, Robert Laffont, Paris, 1986.
48. ↑  A. Mathiez, Le Directoire. Du 11 brumaire an IV au 18 fructidor an V., p. 43-45, Armand Colin, Paris, 1934.
49. ↑  J. Tulard, « François de Neufchâteau et la politique économique du Directoire (Pierre Marot. Recherches sur la vie de François de Neuf château à propos de ses lettres à son ami Poullain-Grandprey.) »., in Journal des savants, p. 237, Académie des inscriptions et belles-lettres, Paris, 1966  (ISSN 0021-8103).
50. ↑  J. Tulard, « François de Neufchâteau et la politique économique du Directoire (Pierre Marot. Recherches sur la vie de François de Neuf château à propos de ses lettres à son ami Poullain-Grandprey.) »., in Journal des savants, p. 239, Académie des inscriptions et belles-lettres, Paris, 1966  (ISSN 0021-8103).
51. ↑  H. Taine, Les Origines de la France contemporaine, t. IV, p. 624, Collect° Bouquins, Robert Laffont, Paris, 1986.
52. ↑  H. Taine, Les Origines de la France contemporaine, t. IV, p. 625, Collect° Bouquins, Robert Laffont, Paris, 1986.
53. ↑  P. Vergnet, Mémoires de Barras, p. 288, Éditions littéraires et artistiques, 1946.
54. ↑  J. F. Reubell, Paris, 5 septembre 1797, cité in H. Taine, Les Origines de la France contemporaine, t. IV, p. 624, Collect° Bouquins, Robert Laffont, Paris, 1986.
55. ↑  M. Tourneux, Bibliographie de l'histoire de Paris pendant la Révolution française, t. II "Organisation et rôle politiques de Paris", p. xxi, Imprimerie nouvelle (association ouvrière), Paris, 1894.
56. 1 2  M. Tourneux, Bibliographie de l'histoire de Paris pendant la Révolution française, t. II "Organisation et rôle politiques de Paris", p. xx, Imprimerie nouvelle (association ouvrière), Paris, 1894.
57. ↑  H. Taine, Les Origines de la France contemporaine, t. IV, p. 682, Collect° Bouquins, Robert Laffont, Paris, 1986.
58. ↑  H. Taine, Les Origines de la France contemporaine, t. IV, p. 690, Collect° Bouquins, Robert Laffont, Paris, 1986.
59. ↑  « LAMBRECHTS », A. de Beauchamp, P. F. F. J. Giraud, J. F. Michaud, H. L. de Coiffier de Moretin, Biographie moderne, t. III, p. 57, Paul Jacques Besson, Leipzig, 1807.
60. ↑  « Rapport lu le 15 juillet et le 5 août, aux Cinq-Cents, sur la conduite des directeurs Reubell, La Révellière de Lépeaux, Merlin de Douai, Treilhard, et résumé des neuf chefs d’accusation», in J. Mallet du Pan, Mercure britannique, W. et C. Spilsbury, Londres, 25 août 1799.
61. ↑  A. Vandal, L'avènement de Bonaparte, vol. I, p. 12 Plon, Paris, 1903.
62. ↑  Ossian la Revellière Lepeaux, Mémoires de La Revellière-Lépeaux, II, p. 434 Plon, Paris, 1895.
63. ↑  Gazette de France, Paris, 5 & 6 messidor an VII.
64. ↑  A. Vandal, L'avènement de Bonaparte, vol. I, p. 11 Plon, Paris, 1903.
65. ↑  H. Taine, Les Origines de la France contemporaine, t. IV, p. 307, Collect° Bouquins, Robert Laffont, Paris, 1986.
66. ↑  « Taine et Renan », in J. Y. Thériault & E. M. Meunier, Les impasses de la mémoire: histoire, filiation, nation et religion., Fides, Montréal, 2007  (ISBN 9782762127591).
67. ↑  E. Dunant, « Les Relations diplomatiques de la France et de la République helvétique (1798-1803). Recueil de documents tirés des Archives de Paris. », in Quellen zur Schweizer Geschichte, vol. XIX, Société d'Études historiques de la Suisse, Bâle, 1901, 706 p.
68. ↑  « MOREAU », A. de Beauchamp, P. F. F. J. Giraud, J. F. Michaud, H. L. de Coiffier de Moretin, Biographie moderne, t. III, p. 412, Paul Jacques Besson, Leipzig, 1807.
69. ↑  H. Leuwers, « République et relations entre les peuples : quelques éléments de l'idéal républicain autour de brumaire an VIII », in AHRF, no 318, Armand Colin, Paris.
70. ↑  A. Vandal, L'avènement de Bonaparte, vol. I, p. 99 Plon, Paris, 1903.
71. ↑  N. Bonaparte, Mémorial de Sainte-Hélène, cité in Guyot, op. cité.
72. ↑  A. Bigarré, Mémoires du Gal. Bigarré: aide de camp du roi Joseph. 1775-1813., p. 133, Ernest Kolb, Paris, 1899.
73. ↑  « Reubell ou Rewbell (Jean François) », in Dictionnaire de l'Histoire de France, p. 1087, Larousse, Paris, 2005.
74. ↑  S. W. Pyhrr, « Armor for America: The Duc de Dino Collection », in Metropolitan Museum Journal, no 47, p. 188, MET, New York, 2012.
75. ↑  « Jean-Jacques Reubell », Les Arts décoratifs, Paris, [s.d.]